# 't Weegje (gebied)
't Weegje is een gebied en een buurtschap in het zuiden van de Nederlandse gemeente Waddinxveen. Tot de gemeentelijke herindeling van 1870 viel dit gebied onder Gouda. Sindsdien behoort het tot Waddinxveens grondgebied. In het gebied ligt het natuurgebied 't Weegje met de gelijknamige veenplas.

## Historie
De oudste vermelding van 't Weegje stamt uit 1139, wanneer de bisschop van Utrecht het Land van Thuil als ambacht aan het kapittel van Oudmunster, een zelfstandig bestuursorgaan, geeft. Het land van Thuil grenst in die tijd aan de ambachten 't Weegje, Broek en Broekhuizen. In dit gebied deden zich vaak schermutselingen voor tussen bisschoppelijke en grafelijke strijders. Op de grens van het wereldlijke gebied van de bisschop van Utrecht heeft Leckenborgh, een grafelijke grenspost gestaan. Dat was op een punt waar de Veenweg de Gouwe bereikt. 't Weegje is hier een overblijfsel van.
In 1495 ontving Thuil en 't Weegje een waterschaps- en een ambachtsbestuur. Broek, Thuil en 't Weegje waren afzonderlijke ambachtjes maar hadden steeds dezelfde schout, welk ambt werd waargenomen door de baljuw van Gouda. De staatsregeling van 1798 vernietigde met enkele woorden alle heerlijke rechten. Zij werden gedeeltelijk hersteld in 1814, en definitief afgeschaft door de Grondwet van 1848.
In 1825 begon bij 't Weegje de vervening en werden de plassen gegraven die het gebied kenmerken.
Na de gemeentelijke herindeling in 1870 kwam het grootste gedeelte van Broek, waar 't Weegje deel van uitmaakte, onder Waddinxveen te vallen. Na een nieuwe herindeling in 1964 bleef 't Weegje, ook later, Waddinxveens grondgebied.

## Herkomst naam

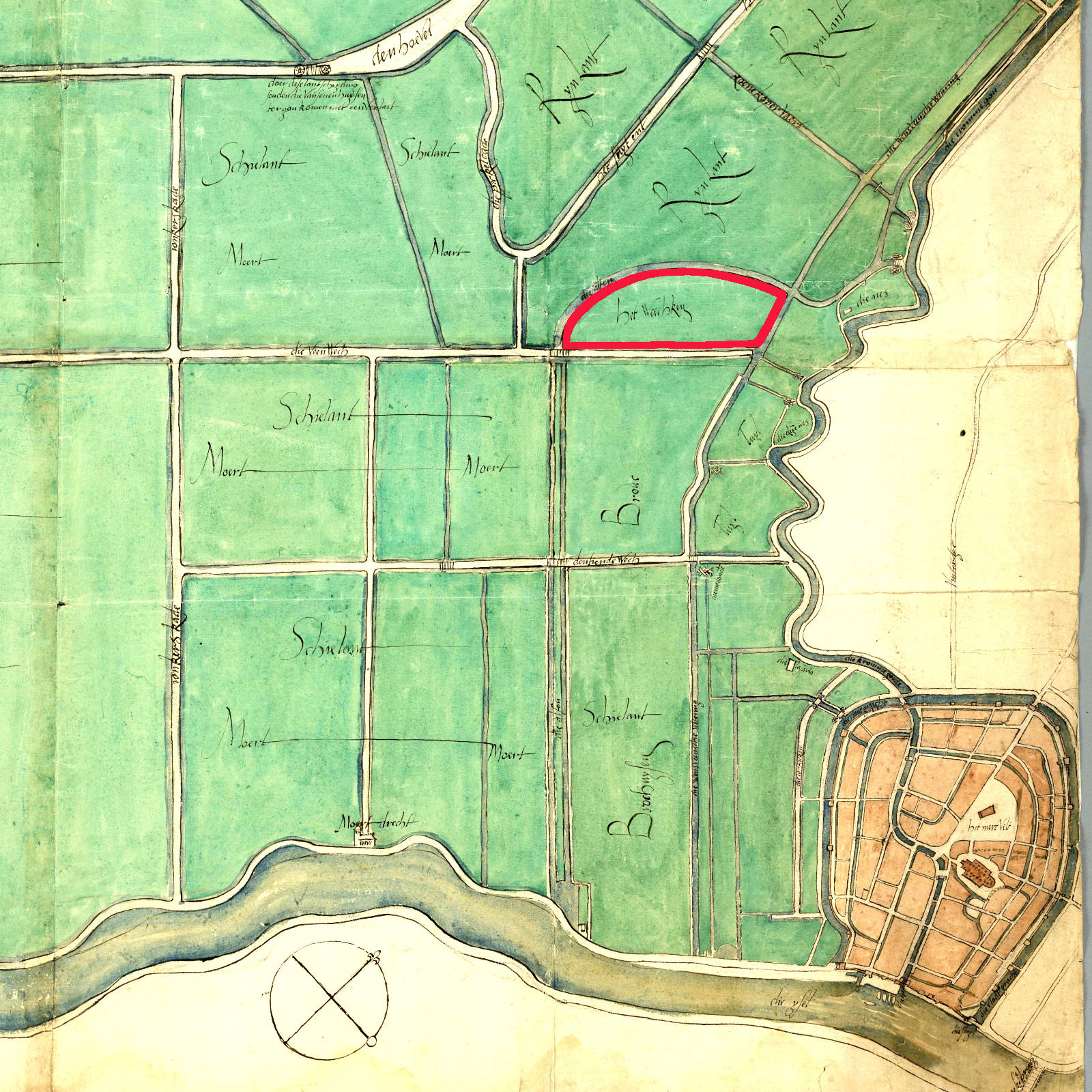
Figuur 1 Kaart uit de zestiende eeuw.
Rechtsonder Gouda; rood omlijnd Het Weechken ('t Weegje)

De naam 't Weegje is vermoedelijk afgeleid van het woord 'weech' dat in de middeleeuwen ook 'muur' betekende. Zoals uit historisch onderzoek is gebleken, heeft er een grenspost gestaan op het punt waar de Veenweg de Gouwe bereikt. 't Weegje zou hiervan een overblijfsel zijn. Op een kaart uit 1545 (zie figuur 1) staat de naam Het Weechken, precies op het grensgebied waar in de twaalfde eeuw schermutselingen hebben plaatsgevonden. Het kan dat een verdedigingswal, als oriëntatiepunt naam heeft gegeven aan dit gebied. Het is logisch dat deze betekenis onbekend is geraakt. De Hollandse graven hebben dit gebied al vroeg veroverd en zijn zelf begonnen met het uitreiken van stukken land, zoals Waddinxveen en het verlenen van stadsrechten aan Gouda.
Er is nog een andere verklaring voor de naam. Uit opgravingen is gebleken dat er al in de twaalfde eeuw een weg liep van wat later Moordrecht zou worden via de Veenweg richting Gouwe. Deze weg ging langs een moeilijk doordringbaar bos op de plaats waar beter begaanbaar mosveen was. Het is dan ook mogelijk dat 't Weegje naar dat stukje weg is genoemd.